# Зайчиков, Василий Никифорович
Василий Никифорович Зайчиков — советский хозяйственный, государственный и политический деятель.

## Биография
Родился в 1919 году. Член ВКП(б) с 1941 года.
С 1940 года — на хозяйственной, общественной и политической работе. В 1940—1981 гг. — ответственный организатор ЦК ВЛКСМ, 1-й секретарь Орловского областного комитета ВЛКСМ, заведующий Организационно-инструкторским отделом ЦК ВЛКСМ, 1-й секретарь Ленинградского областного комитета ВЛКСМ, секретарь ЦК ВЛКСМ, заместитель начальника Следственной части МГБ СССР, инструктор ЦК КПСС, заведующий Отделом партийных органов ЦК КП Киргизской ССР, секретарь ЦК КП Киргизской ССР, 1-й заместитель председателя Всесоюзного общества «Знание», заместитель директора Агентства печати «Новости», директор бюро Агентства печати «Новости» в Финляндии.
Избирался депутатом Верховного Совета РСФСР 3-го созыва.
Умер в 1988 году.

## Награды
- орден Ленина (28.10.1948)
- орден Отечественной войны II степени